# Sture Strömblad
Sture Janne Strömblad, född 30 december 1905 i Göteborg, död 18 september 1945 i Göteborg, var en svensk målare, tecknare, skulptör och konsthantverkare.
Han var son till fabrikören Gustav Strömblad och Svea Severinsson och från 1925 gift med Ella Margareta Svenblad samt far till Ingela Strömblad. Han studerade vid Slöjdföreningens skola 1920–1923 och bedrev därefter privata studier i skulptur och ciselering för olika konstnärer. Han knöts som konstnärlig ledare och designchef till Bjerkås armaturfabrik i Göteborg. Han medverkade i Göteborgs konstförenings julutställningar och i en större utställning hos Wettergren & Kerber i Göteborg. Hans konst består av stads- och landskapsmotiv utförda i olja.